# Шибко Віталій Якович
Віталій Якович Шибко(29 листопада 1948, м. Синельникове, Дніпропетровська область — 24 грудня 2021) — український науковець, політик, дипломат. Член СПУ (з 1991), кандидат історичних наук (1981), доцент; професор, народний депутат України 2, 4-5 скликань

## Біографія
Українець; батько Яків Корнійович (1913–1999) — робітник; мати Ганна Кузьмівна (1918–1976) — робітниця; дружина Наталія Миколаївна (1950) — учитель; син Дмитро (1971) — підприємець; дочка Ганна (1977) — лікар.
Освіта: Дніпропетровський державний університет, історичний факультет (1975), викладач історії та суспільствознавства.
Вересень 2007 — кандидат в народні депутати України від СПУ, № 20 в списку. На час виборів: народний депутат України, член СПУ.
Народний депутат України 5-го скликання з квітня 2006 до листопада 2007 від СПУ, № 28 в списку. На час виборів: народний депутат України, член СПУ. Член фракції СПУ (з квітня 2006). Голова Комітету у закордонних справах (з липня 2006)
Народний депутат України 4-го скликання з квітня 2002 до квітня 2006 від СПУ, № 7 в списку. На час виборів: помічник-консультант народного депутата України, член СПУ. Член фракції СПУ (з травня 2002). Секретар Комітету у закордонних справах (з червня 2002).
Народний депутат України 2-го скликання з квітня 1994 (2-й тур) до квітня 1998, Самарський виборчій округ № 82, Дніпропетровська область, висунутий виборцями. На час виборів: доцент кафедри історії і українознавства Державної металургійної академії України, член СПУ. Член групи «Єдність» (до цього — фракції СПУ і СелПУ). Заступник голови Комітету з питань науки та народної освіти.
- 1963–1967 — учень механічного технікуму, м. Дніпропетровськ.
- 1968–1969 — конструктор КБ «Південне», м. Дніпропетровськ.
- 1969–1977 — секретар комітету комсомолу, завідувач відділу Індустріального райкому ЛКСМУ м. Дніпропетровська; інструктор Дніпропетровського обкому ЛКСМУ м. Дніпропетровська; перший секретар Індустріального райкому ЛКСМУ м. Дніпропетровська.
- 1977–1980 — аспірант, 1980-1994 — асистент, доцент, професор Дніпропетровського металургійного інституту.
- 1995 — травень 1997 — позаштатний радник Президента України з питань науки та освіти.
- Червень 1995 — жовтень 1997 — радник-посланник, Тимчасовий Повірений у справах України в Ліванській Республіці.
- Липень 2000 — квітень 2002 — помічник-консультант народного депутата України Олександра Мороза.

Був керівником міжнародної служби і відділу наглядної агітації та пропаганди Громадянського комітету захисту Конституції «Україна без Кучми» (з лютого 2001).
Був членом політвиконкому Політради СПУ (з грудня 1998), міжнародним секретарем СПУ; членом, керівником (2006-2007) парламентської делегації України в ПАРЄ. У 2003р. підготував та виступив з розгорнутою доповіддю на сесії ПАРЄ про наслідки розширення ЄС щодо вільного  сполучення  між країнами-членами Ради Європи.
Володіє англійською мовою. Захоплення: водний туризм.

### Автор наукових праць
Автор (співавтор) понад 50 наукових праць, один з засновників дисціпліни "політична  екологія".  Монографії: " О чем шумит зеленая листва. Беседы по экологии". 1983,співавтор, "Очерки истории Днепропетровской комсомольской организации" (1987, співавтор). «Екологія і політика» (1991), «Трудова міграція громадян України. Біла книга» (2006, співавтор, ред.), «Трудова міграція населення України та державна програма її врегулювання» (2005, співавтор), "Партія демократичного соціалізму" (2007,кер.авт.кол.),  " Стати кращим політиком. Навчальний посібник політичних навичок". (2010,співавтор), "История нам не поставит двойки..." (2011,гол.ред.кол.), "УкраЇна в міжнародних організаціях". (2011,співавтор).